# Josef Oberhauser (SS-Mitglied)
Josef „Sepp“ Kaspar Oberhauser (* 20. September 1915 in München; † 22. November 1979 ebenda), Mitglied der SS-Totenkopfverbände, war im Zweiten Weltkrieg in der „Aktion T4“ und der „Aktion Reinhardt“ eingesetzt.

## Jugend und Ausbildung
Oberhauser wurde als Sohn des Ökonomiebaumeisters Melchior Oberhauser geboren und wuchs zunächst im elterlichen Haushalt auf. Nach Beendigung der Volksschule fand er Beschäftigung im landwirtschaftlichen Betrieb seines Onkels in Markt Schwaben.

## Zeit des Nationalsozialismus und Zweiter Weltkrieg
1934 verpflichtete er sich für 18 Monate bei der Reichswehr und wurde zum Infanterieregiment 19 in München einberufen. Im Anschluss ließ er sich von den SS-Wachverbänden anwerben und kam im November 1935 zum SS-Wachverband III „Sachsen“, der im April 1937 im Rahmen einer Neuorganisation in SS-Totenkopfstandarte II „Brandenburg“ umbenannt wurde und im KZ Sachsenhausen stationiert war. Er trat der SS bei (SS-Nummer 288.121), am 8. Oktober 1937 beantragte er die Aufnahme in die NSDAP und wurde rückwirkend zum 1. Mai desselben Jahres aufgenommen (Mitgliedsnummer 5.865.282). 1936 zum SS-Rottenführer befördert, war er zwei Jahre später bereits SS-Unterscharführer.
Beim Überfall auf Polen nahm Oberhauser als Angehöriger der „Leibstandarte SS Adolf Hitler“ im Verband der 8. Armee zuletzt im Rang eines SS-Oberscharführers teil. Danach wurde er im November 1939 der „Reichsarbeitsgemeinschaft Heil- und Pflegeanstalten“ zugewiesen, einer Tarnbezeichnung der Zentraldienststelle T4, die im Auftrag der Kanzlei des Führers die Tötung von Geisteskranken und Behinderten, nach dem Krieg als „Aktion T4“ bezeichnet, durchführte. In den Tötungsanstalten Grafeneck, Brandenburg und Bernburg wirkte er bei der Vergasung der ausgewählten Opfer als „Brenner“ oder „Leichenbrenner“ in den eigens hierfür installierten Krematoriumsöfen mit.
Nach Einstellung der „Aktion T4“ im August 1941 wurde Oberhauser im November 1941 zum Stab des „SS- und Polizeiführers für den Distrikt Lublin“, SS-Brigadeführer Odilo Globocnik, kommandiert, um hier an der „Aktion Reinhardt“ zur Vernichtung der jüdischen Bevölkerung des Generalgouvernements teilzunehmen. Im Urteil des Landgerichts München I vom 21. Januar 1965 (Az.: 110 Ks 3/64) wird seine Tätigkeit wie folgt beschrieben:

„Der Angeklagte Oberhauser – damals SS-Oberscharführer – war von November bis Weihnachten 1941 Angehöriger des Stabes des SS- und Polizeiführers in Lublin. Anschließend wurde er dem Lagerkommandanten von Belzec (Christian Wirth) zur Dienstleistung zugeteilt, der ihn als Verbindungsmann zum Stab des SS- und Polizeiführers einsetzte und ihm im übrigen, anders als den sonstigen Unterführern, keinen festen Aufgabenbereich innerhalb des Lagers zuwies, sondern ihn zu seiner persönlichen Verfügung hielt. Oberhauser wurde infolgedessen innerhalb des Lagers häufig in Begleitung Wirths gesehen, ohne daß er eine erkennbare eigene Tätigkeit entfaltet oder selbständige Befehlsgewalt ausgeübt hätte.

Nur gelegentlich fand Oberhauser auch bei der Durchführung der Massentötungen, deren Unrechtmäßigkeit er voll erkannt hatte, Verwendung. So nahm er auf Befehl des Lagerkommandanten Wirth in der Zeit von Mitte März bis 1. August 1942 in mindestens fünf Fällen die im Lager Belzec eintreffenden Eisenbahntransporte, die jeweils mindestens 150 Personen umfaßten, am Lagertor in Empfang. Er führte die Aufsicht beim Entladen der Transporte und sorgte dafür, daß das Zugbegleitpersonal den Lagerbereich nicht betrat und außerhalb des Lagers in Bereitschaft gehalten wurde, um im Falle eines Aufstandes oder eines verzweifelten Ausbruchsversuchs der todgeweihten Menschen die äußere Postenkette verstärken zu können. Sämtliche mit diesen Transporten eingetroffenen Juden wurden in der bereits geschilderten Weise getötet.

Als im Frühjahr 1942 zur Erhöhung der Vernichtungskapazität der großzügige Ausbau des Lagers Belzec in Angriff genommen wurde, war es Aufgabe des Angeklagten, die erforderlichen Baumaterialien, insbesondere für die Errichtung der größeren Vergasungsanlage, herbeizuschaffen. Für die Erfüllung dieser Aufgabe standen ihm Kraftfahrzeuge und die nötigen Leute zur Verfügung. Er war sich bei seiner Tätigkeit der Tatsache bewusst, daß durch die unter seiner Mitwirkung ausgeführten Arbeiten die Voraussetzungen für eine erhebliche Steigerung der Vernichtungszahlen geschaffen werden sollten. Am 1. August 1942 bezog Wirth als Inspekteur der drei Vernichtungslager Belzec, Treblinka und Sobibor seine neue Dienststelle in Lublin und erreichte, daß Oberhauser, den er als pflichtbewußten Untergebenen schätzte, gleichfalls dorthin versetzt wurde. Dort wurde dem Angeklagten vom Stab des SS- und Polizeiführers Globocnik die Befehlsgewalt über die in Lublin eingesetzten ukrainischen Wachmannschaften übertragen, die wichtige Objekte zu bewachen hatten. Daneben stand er weiterhin Wirth zur Verfügung, bei dessen Inspektionsfahrten zu den Vernichtungslagern er als Begleitschutz zu fungieren hatte.“

Für diese Tätigkeiten wurde Oberhauser mit Wirkung vom 20. April 1943 vom SS-Hauptscharführer zum SS-Untersturmführer und damit in den Offiziersrang befördert. Zuvor hatte sich der Reichsführer SS Heinrich Himmler am 12. Februar 1943 persönlich bei einem Besuch der Vernichtungslager im Raum Lublin von der „einmaligen Leistung der beteiligten Männer“ überzeugt und sich für deren Beförderung ausgesprochen.
Nach Abschluss der „Aktion Reinhardt“ wurde Oberhauser mit Globocnik und Wirth in die Operationszone Adriatisches Küstenland versetzt und in der Sonderabteilung Einsatz R zur „Partisanenbekämpfung“ und „Judendeportation und -vernichtung“ eingesetzt. Am 30. Januar 1945 wurde er zum SS-Obersturmführer ernannt. Oberhauser war Kommandant des KZ Risiera di San Sabba bis zu dessen Auflösung Ende April 1945. Danach setzte er sich mit seiner Einheit nach Österreich ab, wo er im Mai 1945 in Bad Gastein in britische Kriegsgefangenschaft geriet.

## Nach dem Krieg und Verurteilungen
Nach der Entlassung aus der Gefangenschaft war Oberhauser 1947/48 Wald- und Sägewerksarbeiter in Bevensen. Am 13. April 1948 wurde er in der Ostzone ergriffen und am 24. September 1948 durch eine nach Befehl 201 der sowjetischen Militärverwaltung gebildete 5. Strafkammer des Landgerichts Magdeburg wegen Verbrechens gegen das Kontrollratsgesetz Nr. 10 aufgrund seiner Zugehörigkeit zur SS als einer verbrecherischen Organisation und seiner Beteiligung an der Tötung von „Euthanasie“-Opfern in Grafeneck, Brandenburg und Bernburg zu einer Zuchthausstrafe von 15 Jahren unter Aberkennung der bürgerlichen Ehrenrechte auf zehn Jahre verurteilt. Gleichzeitig wurde er nach Direktive 38 Artikel II Ziffer 7 und 8 als Hauptbelasteter eingestuft. Nach acht Jahren wurde Oberhauser unter endgültiger Hafterlassung am 28. April 1956 im Rahmen einer Amnestie aus der Haft entlassen.
Zurück in seiner Heimatstadt München war Oberhauser als Gelegenheitsarbeiter und als Schankkellner tätig, bis er am 21. Januar 1965 vom Landgericht München I im Belzec-Prozess zu vier Jahren und sechs Monaten Zuchthaus wegen Beihilfe zum gemeinschaftlichen Mord in 300.000 Fällen und wegen fünf weiterer Verbrechen der Beihilfe zum gemeinschaftlichen Mord in je 150 Fällen verurteilt wurde (Az.: 110 Ks 3/64, s. Weblink).
Nachdem er (unter Anrechnung der Untersuchungshaft) die Hälfte seiner Strafe verbüßt hatte, wurde er 1966 entlassen und arbeitete wieder als Schankkellner in München (als solcher erscheint er in einer kurzen Szene in Claude Lanzmanns Film Shoah). Wegen der in Italien begangenen Kriegsverbrechen wurde er im April 1976 von einem italienischen Gericht in Abwesenheit zu einer lebenslangen Freiheitsstrafe verurteilt. Da die italienische Justiz auf einen (wegen fehlender Rechtsgrundlagen aussichtslosen) Auslieferungsantrag verzichtete, brauchte er diese Strafe nicht anzutreten. Oberhauser starb am 22. November 1979 in München.